# Bervar
Bervar je priimek v Sloveniji, ki ga je po podatkih Statističnega urada Republike Slovenije na dan 1. januarja 2010 uporabljalo 105 oseb in je med vsemi priimki po pogostosti uporabe uvrščen na 4.200. mesto.

## Znani nosilci priimka
- Gojko Bervar (1946—2024), radijski novinar
- Karel Bervar (1864—1956), skladatelj, glasbeni pedagog, vodja Orglarske šole Lavantinske škofije v Celju
- Katarina Bervar Sternad, pravnica, direktorica Pravnega centra za varstvo človekovih pravic in okolja PIC
- Marijan Bervar (1918—2010), kirurg
- Matija Bervar, zborovodja
- Mitja Bervar (*1965), ravnatelj SNG Opera in balet Ljubljana (od leta 2010), predsednik Državnega sveta RS
- Stane Bervar (1905—1987), smučarski tekač, olimpijec